# 岡田完二郎
岡田 完二郎（おかだ かんじろう、1891年10月24日 - 1972年9月9日）は、日本の実業家。三重県出身。古河鉱業社長、宇部興産（現：UBE）副社長、富士通社長、通商産業省電子工業審議会電子計算機政策部会長等を務めた。俗に『富士通中興の祖』と呼ばれる。父は、百五銀行常務取締役の岡田藤吉。

## 経歴
1913年に東京高等商業学校（現在の一橋大学）を卒業後、古河合名會社に入社。1925年如水会理事。1944年古河鉱業代表取締役常務、翌1945年に同代表取締役社長に就任する。古河財閥の中核企業である古河鉱業の社長に古河家と血縁関係がない人間が就任するのは岡田が初のケースだった。しかしGHQによる経済人追放により、1947年で古河を去る。
同年4月に宇部興産に東京支社長として迎えられ、同社の常務取締役、専務取締役、代表取締役副社長まで務め上げた。宇部興産在任中は労務担当役員としての本業の他に、当時の同社社長俵田明らとともに宇部ロータリークラブや宇部ユネスコ協会の発足にも尽力した。ちなみに宇部興産への入社の翌年の1948年には、第2次吉田内閣の石炭庁長官への起用が有力視されていたが、自らを宇部興産に拾ってくれた俵田の恩に報いるためとしてこれを辞退している。1955年経済審議会専門委員。1958年にその俵田が亡くなったため、自らも副社長を退任して宇部興産を去った。
1959年に68歳にして古巣の古河グループの企業である富士通信機製造に入社し、直ちに同社の5代目代表取締役社長に就任する。これは当時富士電機と富士通信機製造の社長を兼務していた和田恒輔（古河合名時代に岡田と同僚だった）のたっての要請によるものだったという。
富士通では当時同社のコンピュータ開発の中核人物だった池田敏雄と深く関わりを持ち、同社の国産コンピュータ事業を育成し、今日の富士通の基礎を作り育てた。当時の岡田の考え方を、当時富士通のコンピュータ開発で池田と並ぶ中核人物だった小林大祐が「重役が10人いたとして、3人が賛成なら『やれ』、5人が賛成なら『手遅れ』という考え方だった」と語っているように、当時の富士通の会社規模ではコンピュータ事業への傾注はともすれば会社経営を揺るがしかねないものだったが、岡田は当時通産省の電子工業課長補佐だった平松守彦らと協力し、通産省から多額の補助金を得て独自のコンピュータ開発を推し進めた。
1964年三重県庁舎建設資金を寄付し紺綬褒章受章。1965年一橋大学名誉教授高垣寅次郎会長の下で日本ユネスコ国内委員会委員に就任。同年勲三等瑞宝章受章。1966年三重県立津高等学校建設費寄付により紺綬褒章飾版。1970年に富士通会長に退く。1971年勲二等瑞宝章受章。1972年正四位。

## 交友関係
一橋大学教授の中山伊知郎は東京高商の同窓であり、中山が厚生省中央労働委員会会長を務めていた間、岡田も同委員を務めていた。